# Julio Oscar Mechoso
Pour les articles homonymes, voir Mechoso.
Julio Oscar Mechoso est un acteur américain né le 31 mai 1955 à Matanzas à Cuba et mort le 25 novembre 2017 à Burbank, en Californie (États-Unis).

## Filmographie

### Cinéma
- 1983 : Guaguasi (en) : Ernestico
- 1986 : Le Vol du Navigateur (Flight of the Navigator) : Hangar Guard #1
- 1988 : Police Academy 5. Débarquement à Miami Beach (Police Academy 5: Assignment: Miami Beach) : Shooting range cop
- 1990 : Affaires privées (Internal Affairs) : Cousin Gregory
- 1992 : Dernière Limite (Deep Cover) : Hernandez
- 1992 : Toys : Cortez
- 1994 : Ligne privée (Dead connection) : Linen Suit
- 1994 : A Million to Juan (en) : Corn Seller
- 1994 : L'Insigne de la honte (The Glass Shield) : Assistant D.A.
- 1995 : Bad Boys : Detective Ruiz
- 1995 : Pyromaniac Love Story (A Pyromaniac's Love Story) : Jerry
- 1996 : Lame de fond (White Squall) : Girard Pascal, Albatross Cook
- 1997 : Bonjour les vacances : Viva Las Vegas (Vegas Vacation) : Limo Driver
- 1997 : L'Amour de ma vie ('Til There Was You) : Mover #1
- 1997 : Mad City : Air Force Sergeant
- 1997 : La Piste du tueur (Switchback) : Jorge Martinez
- 1998 : Drôles de Papous (Krippendorf's Tribe) : Prof. Simon Alonso
- 1999 : Molly : Baseball Fan
- 1999 : Virus : Squeaky
- 1999 : Flic de haut vol (Blue Streak) de Les Mayfield : Detective Diaz
- 2000 : De si jolis chevaux (All the Pretty Horses) : Captain
- 2001 : Beautés empoisonnées (Heartbreakers) : Leo
- 2001 : Tortilla Soup : Gomez
- 2001 : Jurassic Park 3 : Enrique Cardoso
- 2002 : Pumpkin : Dr. Frederico Cruz
- 2002 : Ken Park : Peaches' Father
- 2002 : Phone Game (Phone Booth) : Hispanic Medic
- 2002 : Assassination Tango : Orlando
- 2003 : Bookies (en) : Martinez
- 2003 : Il était une fois au Mexique... Desperado 2 (Once Upon a Time in Mexico) : Advisor
- 2003 : A Simple Choice : Gus
- 2005 : Wheelmen : Mario
- 2005 : Good Cop, Bad Cop : Ramirez
- 2005 : Les Seigneurs de Dogtown (Lords of Dogtown) : Mr. Alva
- 2005 : Adieu Cuba (The Lost City) : Colonel Candela
- 2005 : La Légende de Zorro (The Legend of Zorro) : Frey Felipe
- 2006 : The Virgin of Juarez
- 2006 : Little Miss Sunshine : Mechanic
- 2007 : The Go-Getter : Sergio Leone
- 2007 : Her Best Move : Umberto Rabello
- 2007 : Rise : Arturo
- 2007 : Kill Bobby Z (The Death and Life of Bobby Z) : Mexican Detective
- 2007 : Planète Terreur (Planet Terror) : Romy
- 2013 : A Dark Truth de Damian Lee
- 2015 : Cake de Daniel Barnz : Le pharmacien
- 2016 : L'Exception à la règle (Rules Don't Apply) de Warren Beatty : Anastasio Somoza Debayle

### Télévision
- 1979 : ¿Qué Pasa, USA? (en) (série télévisée) : Assistant Cashier
- 1988 : Deux Flics à Miami (Miami Vice) (série télévisée) : Lester Kosko
- 1988 : Clinton and Nadine (TV) : Huesito
- 1990 : Jack Killian, l'homme au micro (Midnight Caller) (série télévisée)
- 1990 : The Take (TV)
- 1990 : La loi est la loi (Jake and the Fatman) (série télévisée) : Desk Clerk
- 1991 : Côte Ouest (Knots Landing) (feuilleton TV) : Domestic
- 1991 : Code Quantum (Quantum Leap) (série télévisée) : Raul Casta
- 1991 : Stat (série télévisée) : Julio Oscar
- 1992 : Live! From Death Row (TV) : Reyes
- 1993 : Matlock (série télévisée) : Ramon
- 1993 : Murphy Brown (série télévisée) : Hector
- 1993 : Arabesque (Murder, She Wrote) (série télévisée) : Dr. Ramon Perez
- 1993 : The Larry Sanders Show (série télévisée) : Camera #2
- 1994 : Birdland (série télévisée) : Hector
- 1994 : Day of Reckoning (TV) : Sanchez
- 1994 : A Perry Mason Mystery: The Case of the Lethal Lifestyle (TV)
- 1994 : Menendez: A Killing in Beverly Hills (TV) : Lt. Arguello
- 1995 : Seinfeld (série télévisée) : Julio
- 1995 : Zooman (TV) : Cruz
- 1996 : Coach (série télévisée) : Martin
- 1996 : Haute Tension (High Incident) (série télévisée) : Officer Richie Fernandez
- 1997 : Gun (série télévisée) : Fedora
- 1998 : Damon (série TV) : Jimmy Tortone
- 1998 : Rude Awakening (série TV) : Mike
- 1998 : Le Prix de l'indiscrétion (Indiscreet) (TV) : Detective Burns
- 1999 : Incorrigible Cory (Boy Meets World) (série TV) : Dr. Sanchez
- 1999 : Chicken Soup for the Soul (série TV)
- 2000 : Les Anges du bonheur (Touched by an Angel) (série TV) : Marco
- 2000 : Soleil de cendre (Missing Pieces) (TV) : Hernandez
- 2000 : Good Versus Evil (G vs E) (série TV) : El Aurens
- 2000 : Oui, chérie ! (Yes, Dear) (série TV) : Chuck
- 2000 : Pour l'amour ou le pays (For Love or Country: The Arturo Sandoval Story) (TV)
- 2001 : Dharma et Greg (série TV) : Father Rodriguez
- 2001 : New York Police Blues (NYPD Blue) (série TV) : Ramon DeJesus Marinal
- 2002 : Ellie dans tous ses états (série TV) : Tow Guy
- 2002 : Resurrection Blvd. (en) (série télévisée) : John Ramos
- 2002 : Greetings from Tucson (série télévisée) : Joaquin Tiant
- 2003 : Le Cartel (Kingpin) (télésuite) : Rafael
- 2003 : Luis (série télévisée) : Quevedo
- 2003 : FBI : Opérations secrètes (The Handler) (série télévisée) : Hector Vargas
- 2004 : Karen Sisco (série télévisée) : Jake Mendez
- 2004 : Back When We Were Grownups (TV) : J.J. Barrow
- 2005 : Ghost Whisperer (série télévisée) : Gilbert de la Costa
- 2006 : Grey's Anatomy (série télévisée) : Chuck Eaton
- 2006 : Invasion (série télévisée) : Frank Vargas
- 2007 : FBI : Portés disparus (Without a Trace) (série télévisée) : Francisco Ortega
- 2007 : Cane (série télévisée) : Ramon
- 2008 : Cold Case : Affaires classées (Cold Case) (série télévisée) : Victor Martinez
- 2008 : Mon meilleur ennemi (My Own Worst Enemy) (série télévisée) : Garcia
- 2010 : Jack Wilder et la Mystérieuse Cité d'or (The Search for El Dorado) (TV) : Général Mata
- 2014 : Matador (série télévisée) - 7 épisodes : Javi Sandoval